# Quint Cecili Metel Nepot (cònsol 98 aC)
Quint Cecili Metel Nepot (en llatí Quintus Caecilius Q. F. Q. N. Metellus Nepos) va ser un magistrat romà. Era fill de Quint Cecili Metel Baleàric (Quintus Caecilius Q. F. Q. N. Metellus Balearicus). El seu renom, Nepos, es deu probablement al fet que va ser el net més gran de Quint Cecili Metel Macedònic (Quintus Caecilius Q. F. L. N. Metellus Macedonicus). La branca dels Metel era tan nombrosa que es va fer necessari, per poder-los distingir entre ells, que cada membre de la família tingués alguna designació personal. Formava part de la gens Cecília.
Va treballar per a aconseguir el retorn de l'exili del seu parent Metel Numídic l'any 99 aC. Va ser cònsol el 98 aC juntament amb Tit Didi. En aquest any els dos cònsols van fer aprovar la Lex Caecilia Didia.